# Steffen Tigges
Steffen Tigges (Osnabrück, 31 juli 1998) is een Duits voetballer die doorgaans als centrumspits speelt. Hij debuteerde in 2015 namens VfL Osnabrück in de 3. Liga, waarmee hij zijn eerste stappen in het betaalde voetbal zette. Sinds augustus 2025 staat hij onder contract bij SC Paderborn 07.

## Clubcarrière

### VfL Osnabrück
Tigges begon met voetballen in de jeugd van TuS Glane. In 2011 maakte hij samen met zijn broer de overstap naar de jeugdopleiding van VfL Osnabrück.  Op 27 oktober 2013 debuteerde hij als C-junior onder trainer Daniel Thioune in de onder-17, tijdens een thuiswedstrijd tegen Holstein Kiel -17. Enkele weken later, op 17 november, scoorde hij zijn eerste doelpunt in deze leeftijdscategorie in de met 3-1 verloren uitwedstrijd tegen FC St. Pauli -17, waarin hij zijn ploeg al in de vierde minuut op een 0-1 voorsprong bracht. In het seizoen 2014/15 maakte hij op 21 juni zijn debuut in de onder-19, tijdens de play-offwedstrijden tegen FC Viktoria 1889 Berlin. Trainer Joe Enochs liet hem in beide duels spelen, maar Osnabrück slaagde er niet in promotie af te dwingen.
Op 12 december 2015 maakte hij als A-junior zijn debuut in het betaald voetbal, tijdens de thuiswedstrijd tegen FC Erzgebirge Aue in de 3. Liga. In de 76e minuut viel hij in voor Marcos Álvarez. De rest van het seizoen 2015/16 kwam hij, naast zijn wedstrijden in de onder-19, nog elf keer als invaller in actie. Op 14 mei, tijdens de laatste competitieronde, scoorde hij zijn eerste doelpunt in het betaald voetbal. In de met 1-3 verloren thuiswedstrijd tegen Fortuna Köln bracht hij zijn ploeg in de 57e minuut met de 1-1 op gelijke hoogte in het Stadion an der Bremer Brücke. In het seizoen 2016/17 kwam hij wederom als A-junior in actie voor het eerste elftal, ditmaal zestien keer, waarvan de laatste vier wedstrijden als basisspeler. In februari werd zijn contract met een jaar verlengd. Dat seizoen won hij met Osnabrück de Niedersachsenpokal, door in de finale met 1-0 te winnen vanLSK Hansa. Tigges maakte in de 17e minuut het enige doelpunt van de wedstrijd.
In het seizoen 2017/18 maakte Tigges de definitieve overstap naar de seniorenselectie van VfL Osnabrück. Door de concurrentie van Kwasi Wriedt kwam hij echter moeilijk aan speelminuten en begon hij slechts vier keer in de basis. In het daaropvolgende seizoen (2018/19) veranderde dat nauwelijks; Tigges kreeg zeven basisplaatsen, ditmaal vanwege de voorkeur voor Marc Heider in de spits. Osnabrück werd dat seizoen kampioen van de 3. Liga,maar Tigges maakte de promotie naar de 2. Bundesliga niet meer mee. Aan het einde van het seizoen vertrok hij naar Borussia Dortmund, waar hij aansloot bij het tweede elftal.

### Borussia Dortmund
In de zomer van 2019 tekende Tigges een tweejarig contract bij Borussia Dortmund II. Op 26 juli 2019 maakte hij zijn officiële debuut voor het tweede elftal als centrumspits in de uitwedstrijd tegen Rot-Weiss Essen in de  Regionalliga West. Een week later, op 4 augustus, scoorde hij zijn eerste doelpunt voor Dortmund II in de met 2–1 gewonnen thuiswedstrijd tegen Sportfreunde Lotte. In de 48e minuut tekende hij na een voorzet van Marco Rente voor de 2–0. Tot aan de winterstop kwam hij tot zeven doelpunten. Zijn prestaties bleven niet onopgemerkt: tijdens de winterstop mocht hij, samen met leeftijdsgenoten Immanuel Pherai en Chris Führich, mee op trainingskamp met de eerste selectie in Marbella. In Spanje maakte hij zijn officieuze debuut voor het eerste elftal in een oefenwedstrijd tegen Standard Luik. Na het trainingskamp slaagde hij er niet in een plek in de A-selectie te veroveren, waardoor hij in de tweede seizoenshelft opnieuw uitsluitend in actie kwam voor Borussia Dortmund II.
In zijn tweede seizoen bij Borussia Dortmund II (2020/21) begon Tigges opnieuw in het tweede elftal, waar hij door trainer Enrico Maaßen werd benoemd tot aanvoerder. In de eerste seizoenshelft was hij productief: in 21 wedstrijden kwam hij tot elf doelpunten. Zijn prestaties bleven niet onopgemerkt. Op 3 januari 2021 liet hoofdtrainer Edin Terzić hem in de Bundesliga debuteren voor het eerste elftal. In de thuiswedstrijd tegen VfL Wolfsburg (2–0 winst) verving hij in de 81e minuut Erling Haaland. Kort daarna tekende Tigges zijn eerste profcontract bij Borussia Dortmund. Op 14 april 2021 volgde zijn Europese debuut: in de Champions League-wedstrijd tegen Manchester City kwam hij in de slotfase als invaller binnen de lijnen. Het seizoen 2020/21 eindigde succesvol voor Tigges: hij won met het eerste elftal de DFB-Pokal en werd met Borussia Dortmund II kampioen in de Regionalliga West, waarmee promotie naar de 3. Liga werd afgedwongen.
Zijn derde seizoen bij Borussia Dortmund (2021/22) werd grotendeels overschaduwd door blessures, waardoor Tigges weinig speelminuten kreeg. Aan het begin van het seizoen kampte hij met een spierblessure, waardoor hij de seizoensstart miste. Na zijn rentree scoorde hij op 30 oktober zijn eerste doelpunt in de Bundesliga, in de met 2–0 gewonnen thuiswedstrijd tegen FC Köln. Kort nadat hij als invaller in het veld was gekomen, tekende hij in de 63e minuut voor de 2–0 na een hoekschop van Julian Brandt. Ondanks zijn doelpunt bleef zijn speeltijd beperkt. Trainer Marco Rose gaf de voorkeur aan vaste krachten als Marco Reus en Erling Haaland. In maart raakte Tigges opnieuw geblesseerd: tijdens een training brak hij zijn enkel, waarmee zijn seizoen vroegtijdig ten einde kwam. Mede door het beperkte perspectief op speeltijd maakte hij na afloop van het seizoen de overstap naar Bundesliga-club 1. FC Köln.

### 1 FC Köln
In juli 2022 tekende Tigges een vierjarig contract bij 1. FC Köln. Vanwege de enkelbreuk die hij in het voorgaande seizoen opliep, speelde hij tijdens de voorbereiding slechts beperkt. Om wedstrijdritme op te doen, kwam hij eerst in actie voor het tweede elftal. Op 21 augustus 2022 maakte hij onder trainer Steffen Baumgart zijn basisdebuut in de Bundesliga, in de uitwedstrijd tegen Eintracht Frankfurt. Enkele weken later, op 8 september, scoorde Tigges zijn eerste doelpunt voor Köln. Tijdens de groepswedstrijd in de Conference League tegen OGC Nice zette hij zijn ploeg in de 19e minuut op een 0–1 voorsprong, na een assist van Jan Thielmann. De wedstrijd eindigde uiteindelijk in 1–1. Hoewel Tigges regelmatig in actie kwam, was hij geen vaste waarde in de basis. In zijn eerste seizoen kwam hij tot zeventien basisplaatsen in de Bundesliga.
In zijn tweede seizoen (2023/24) had Tigges onder zowel de ontslagen Steffen Baumgart als diens opvolger Timo Schultz moeite om een vaste plek in het elftal te veroveren. Door een schouderblessure die hij in het voorgaande seizoen opliep, kon hij slechts beperkt deelnemen aan de voorbereiding. In de aanval was Davie Selke zijn voornaamste concurrent, maar ook Luca Waldschmidt en Faride Alidou kregen regelmatig de voorkeur. Tigges kwam dat seizoen tot zes basisplaatsen in een jaar waarin 1. FC Köln streed tegen degradatie. Hoewel hij in de laatste twee speelronden wist te scoren tegen zowel 1. FC Union Berlin (3–2 winst) als 1. FC Heidenheim 1846 (4–1 verlies), eindigde Köln op de zeventiende plaats, wat directe degradatie naar de 2. Bundesliga betekende.
Onder de nieuwe trainer Gerhard Struber had Tigges het lastig in het seizoen 2024/25 , mede doordat de Oostenrijkse coach in de voorhoede de voorkeur gaf aan Lemperle en Damion Downs. In de eerste seizoenshelft kwam Tigges tot 104 speelminuten, verdeeld over negen invalbeurten. Ook na de winterstop veranderde zijn situatie nauwelijks; hij verzamelde 259 speelminuten, waaronder twee volledige wedstrijden. Op 1 februari stond hij voor het eerst dat seizoen in de basis, tijdens de uitwedstrijd tegen Eintracht Braunschweig. Door zijn beperkte speeltijd had Tigges een bescheiden aandeel in het kampioenschap van 1. FC Köln, dat na één seizoen terugkeerde naar de Bundesliga. Door de komst van onder meer Kristoffer Lund namen de speelkansen van Tigges verder af, waarop hij kort voor de start van het seizoen besloot 1. FC Köln na drie jaar te verlaten en de overstap te maken naar SC Paderborn 07, dat uitkomt in de 2. Bundesliga.

### SC Paderborn 07
In augustus 2025 tekende Tigges een contract tot medio 2027 bij SC Paderborn 07, met een optie voor een extra seizoen. De club betaalde een transfersom van circa €400.000 voor de aanvaller.

## Clubstatistieken
| Seizoen                        | Club                 | Competitie        | Competitie | Competitie | Beker | Beker | Internationaal | Internationaal | Overig | Overig | Totaal | Totaal |
| Seizoen                        | Club                 | Competitie        | Wed.       | Dlp.       | Wed.  | Dlp.  | Wed.           | Dlp.           | Wed.   | Dlp.   | Wed.   | Dlp.   |
| ------------------------------ | -------------------- | ----------------- | ---------- | ---------- | ----- | ----- | -------------- | -------------- | ------ | ------ | ------ | ------ |
| 2015/16                        | VfL Osnabrück        | 3. Liga           | 12*        | 1          | 1**   | 0     | –              | –              | –      | –      | 13     | 1      |
| 2016/17                        | VfL Osnabrück        | 3. Liga           | 16*        | 0          | 2**   | 1     | –              | –              | 2      | 2      | 20     | 3      |
| 2017/18                        | VfL Osnabrück        | 3. Liga           | 27         | 1          | 2**   | 0     | –              | –              | –      | –      | 29     | 1      |
| 2018/19                        | VfL Osnabrück        | 3. Liga           | 25         | 2          | 3**   | 1     | –              | –              | –      | –      | 28     | 3      |
| 2019/20                        | Borussia Dortmund II | Regionalliga West | 25         | 9          | –     | –     | –              | –              | –      | –      | 25     | 9      |
| 2020/21                        | Borussia Dortmund II | Regionalliga West | 35         | 22         | –     | –     | –              | –              | –      | –      | 35     | 22     |
| 2020/21                        | Borussia Dortmund    | Bundesliga        | 6          | 0          | 1     | 0     | 1              | 0              | –      | –      | 8      | 0      |
| 2021/22                        | Borussia Dortmund    | Bundesliga        | 9          | 3          | 2     | 0     | 4              | 0              | –      | –      | 15     | 3      |
| 2021/22                        | Borussia Dortmund II | 3. Liga           | 5          | 4          | –     | –     | –              | –              | –      | –      | 5      | 4      |
| 2022/23                        | 1. FC Köln           | Bundesliga        | 30         | 6          | –     | –     | 7              | 1              | 2      | 0      | 39     | 7      |
| 2023/24                        | 1. FC Köln           | Bundesliga        | 25         | 3          | 1     | 0     | –              | –              | 1      | 0      | 27     | 3      |
| 2024/25                        | 1. FC Köln           | 2. Bundesliga     | 16         | 0          | 2     | 0     | –              | –              | –      | –      | 18     | 0      |
| 2025/26                        | SC Paderborn 07      | 2. Bundesliga     | 0          | 0          | 0     | 0     | –              | –              | 0      | 0      | 0      | 0      |
| Carrière totaal                | Carrière totaal      | Carrière totaal   | 231        | 51         | 14    | 2     | 12             | 1              | 5***   | 2      | 262    | 56     |
| Bijgewerkt tot 6 augustus 2025 |                      |                   |            |            |       |       |                |                |        |        |        |        |

* In de seizoen 2015/15 en 2016/17 speelde Tigges als A-junior mee met het eerste elftal;
** Tijdens zijn vier seizoenen (2015/16–2018/19) bij VfL Osnabrück kwam Tigges niet in actie in de DFB-Pokal, maar speelde hij wel in de Niedersachsenpokal;
*** Als speler van het eerste elftal van VfL Osnabrück kwam hij in het seizoen 2016/17 tweemaal uit voor het tweede elftal in de Oberliga Niedersachsen. Bij 1. FC Köln speelde hij eveneens als eerste elftalspeler enkele wedstrijden voor het tweede elftal, zowel in 2022/23 als 2023/24, in de Regionalliga West.

## Interlandcarrière
Tigges doorliep meerdere Duitse jeugdelftallen, maar nam met geen van deze teams deel aan een eindtoernooi. Hij kwam tot vijf jeugdinterlands, waarin hij niet tot scoren kwam. Tijdens deze wedstrijden speelde hij onder meer samen met Maximilian Mittelstädt, Jeff Chabot, Marco Richter en Suat Serdar.

### Duitse jeugdelftallen
Op 17 april 2017 maakte Tigges zijn debuut voor Duitsland –19 in een jeugdinterland tegen de leeftijdsgenoten van Denemarken. Hij viel in de 61e minuut in voor Tobias Warschewski. Later dat jaar speelde hij nog vier interlands voor Duitsland –20 in de Elite League.
| Jeugdinterlands van Steffen Tigges voor Duitsland () | Jeugdinterlands van Steffen Tigges voor Duitsland () | Jeugdinterlands van Steffen Tigges voor Duitsland () | Jeugdinterlands van Steffen Tigges voor Duitsland () | Jeugdinterlands van Steffen Tigges voor Duitsland () | Jeugdinterlands van Steffen Tigges voor Duitsland () |
| №                                                    | Datum                                                | Wedstrijd                                            | Uitslag                                              | Soort Wedstrijd                                      | Doelpunten                                           |
| Als speler bij Duitsland –19                         | Als speler bij Duitsland –19                         | Als speler bij Duitsland –19                         | Als speler bij Duitsland –19                         | Als speler bij Duitsland –19                         | Als speler bij Duitsland –19                         |
| ---------------------------------------------------- | ---------------------------------------------------- | ---------------------------------------------------- | ---------------------------------------------------- | ---------------------------------------------------- | ---------------------------------------------------- |
| 1.                                                   | 17 april 2017                                        | Duitsland – Denemarken                               | 3 – 1                                                | Vriendschappelijk                                    |                                                      |
| Als speler bij Duitsland –20                         |                                                      |                                                      |                                                      |                                                      |                                                      |
| 1.                                                   | 4 september 2017                                     | Tsjechië – Duitsland                                 | 2 – 2                                                | Vriendschappelijk                                    |                                                      |
| 2.                                                   | 5 oktober 2017                                       | Nederland – Duitsland                                | 0 – 1                                                | Vriendschappelijk                                    |                                                      |
| 3.                                                   | 9 oktober 2017                                       | Duitsland – Zwitserland                              | 2 – 1                                                | Vriendschappelijk                                    |                                                      |
| 4.                                                   | 14 november 2017                                     | Duitsland – Engeland                                 | 2 – 1                                                | Vriendschappelijk                                    |                                                      |
| Bijgewerkt tot 12 maart 2025                         |                                                      |                                                      |                                                      |                                                      |                                                      |

## Erelijst
| Competitie                 |               |               |               |               |               |
| Competitie                 | Aantal        | Jaren         |               |               |               |
| VfL Osnabrück              | VfL Osnabrück | VfL Osnabrück | VfL Osnabrück | VfL Osnabrück | VfL Osnabrück |
| -------------------------- | ------------- | ------------- | ------------- | ------------- | ------------- |
| Winnaar Niedersachsenpokal | 1x            | 2016/17       |               |               |               |
| Kampioen 3. Liga           | 1x            | 2018/19       |               |               |               |
| Borussia Dortmund II       |               |               |               |               |               |
| Kampioen Regionalliga West | 1x            | 2020/21       |               |               |               |
| Borussia Dortmund          |               |               |               |               |               |
| Winnaar DFB-Pokal          | 1x            | 2020/21       |               |               |               |
| 1. FC Köln                 |               |               |               |               |               |
| Kampioen 2. Bundesliga     | 1x            | 2024/25       |               |               |               |